# Ștefan-Constantin Ciurel
Ștefan-Constantin Ciurel (n. 26 ianuarie 1932, Adâncata, Dolj) a fost primarul municipiului București în perioada 24 iulie 1990 - 16 noiembrie 1990 din partea FSN, numit de guvernul Petre Roman (2).

## Biografie
S-a născut în 1932. A absolvit Institutul de Construcții din București în 1956, începându-și cariera la deschiderea minei din Căpeni, Baraolt. A fost șef de șantier la construcția Institutului Politehnic din București în 1965, apoi coordonator al lucrărilor de construcții din zona Mangalia-Neptun și director general în centrala de construcții a Capitalei. Din 1983 a răspuns de coordonarea executării lucrărilor la Casa Poporului, Biblioteca Națională și la Muzeul Național de Istorie. După 22 decembrie 1989, a rămas director tehnic la Direcția generală de producție și prestații din Ministerul Economiei Naționale.
În scurta perioadă cât a activat ca primar al capitalei, a avut în vedere, îmbunătățirea aprovizionării cu apă, pregătirea documentațiilor și a frontului de lucru pentru noi construcții de locuințe, realizarea unor noi linii de metrou, transferarea către unitățile de producție a magazinelor alimentare din municipiu și extinderea autonomiei sectoarelor.
Datorită criticilor aduse de guvern care i-a reproșat că nu a reformat sistemul de sănătate și nu a dat o importanță prea mare protecției mediului și dezvoltării urbanistice, pe 16 noiembrie 1990, Ștefan Ciurel a solicitat eliberarea din funcție, iar Guvernul României i-a acceptat demisia.

## Vezi și
- Lista primarilor Bucureștiului